# Frankštát (hrad)
Hrad Frankštát stával na kopci nad obcemi Třemešek a Nový Malín.

## Historie
O hradu existuje velmi málo zpráv. Založen byl v 60. letech 13. století na úsovském panství, které v této době měl v zástavě Jiljí ze Švábenic. Na přelomu 13. a 14. století došlo k dostavění hradu Rabštejn a Frankštát byl opuštěn. O hradě neexistuje žádná písemná zmínka a nezmiňuje se o něm téměř žádná odborná literatura.

## Popis
Místo hradu připomíná pouze plošina na místě, kde stával. Přístupová cesta vedla od obce Třemešek.